# Koumantou
Koumantou is een gemeente (commune) in de regio Sikasso in Mali. De gemeente telt 51.200 inwoners (2009).